# Oscar Moore
Oscar Frederic Moore, född 25 december 1916, död 8 oktober 1981, var en amerikansk jazzgitarrist, mest känd för sitt samarbete med  Nat King Cole Trio.
Moore spelade mest på stora orkestergitarrer från Gibson men även av märket Stromberg. Efter karriären med Nat King Cole var han ev av de första jazzgitarristerna som spelade på en "planka" (gitarr utan klangkropp)  bland annat en Fender "Nocaster".